# Agenda 2010
Agenda 2010 (đọc „Agenda zwanzig-zehn": Chương trình nghị sự năm 2010) là một khái niệm về cải cách hệ thống xã hội và thị trường lao động của Đức, được chính phủ liên bang, thành lập bởi SPD và Liên minh 90/Đảng Xanh (Nội các Schröder II), phần lớn thực hiện từ năm 2003 đến năm 2005.
Thuật ngữ "Chương trình nghị sự năm 2010" dùng để chỉ châu Âu. Năm 2000, các nhà lãnh đạo quốc gia và chính phủ châu Âu tại một hội nghị thượng đỉnh ở Bồ Đào Nha đã quyết định làm cho EU trở thành "vùng kinh tế tri thức năng động và cạnh tranh nhất trên thế giới" vào năm 2010, theo "Chiến lược Lisbon". Tuy nhiên, nội dung của Chương trình nghị sự năm 2010 chỉ bao gồm một phần trong nội dung của chương trình nghị sự Lisbon nhằm thúc đẩy sự sáng tạo, xã hội tri thức và sự gắn kết xã hội. Chương trình nghị sự 2010 nên chủ yếu là bước đi để giải quyết các vấn đề của thị trường lao động và thay đổi về nhân khẩu đang diễn ra ở Đức.

## Tranh cãi và thực hiện Agenda 2010
Chương trình nghị sự 2010 được tuyên bố trong bản tường trình của chính phủ liên bang Gerhard Schröder vào ngày 14 tháng 3 năm 2003 . Công việc chuẩn bị đã được thực hiện trong dự thảo Schröder-Blair năm 1999. Trong số những thứ khác, Schröder đề cập đến các mục tiêu như là một sự cải thiện trong "các điều kiện khuôn khổ cho sự tăng trưởng kinh tế và nhiều việc làm hơn" cũng như "cơ cấu lại nhà nước xã hội và đổi mới nó" . Các biện pháp được công bố với lời nói "Chúng ta sẽ giảm những hỗ trợ của nhà nước"  dẫn tới các cuộc tranh luận gay gắt, đặc biệt ngay chính trong đảng SPD.
Sau khi SPD bỏ phiếu với rõ ràng hơn 80 % ủng hộ đề xuất lãnh đạo của SPD tại hội nghị đặc biệt vào ngày 1 tháng 6 năm 2003, ngày 14/15 tháng 6 đề xuất của lãnh tụ Bündnis 90 / Die Grünen đạt được đa số với 90% cho Chương trình nghị sự 2010 tại hội nghị đặc biệt đảng.
Một số thành viên SPD cánh tả bắt đầu một cuộc phản đối của đảng viên trong nội bộ đảng nhưng thất bại.
Phần lớn khái niệm này được các đảng đối lập ủng hộ và tích cực cùng hình thành bởi CDU / CSU. Trong bản tuyên bố chính phủ ngày 30 tháng 11 năm 2005, bà Angela Merkel, người kế nhiệm Schröder, nói: "Tôi muốn đích thân cảm ơn thủ tướng Schröder, vì ông với agenda 2010 đã mạnh dạn và kiên quyết mở cửa, cánh cửa để cải cách và ông đã thành công thông qua chương trình nghị sự chống lại các phản đối." 
Khái niệm cải cách này chịu nhiều ảnh hưởng bởi Quỹ Bertelsmann. "bản liệt kê những đòi hỏi về chính sách Kinh tế trong 100 ngày đầu của Chính phủ" của Quỹ đăng trên báo kinh tế Capital - phần lớn đã được tiếp nhận.